# 怡乐园
怡乐园是位于中国北京市东城区东四的一家歌舞厅，也是改革开放后北京市第一家营业性歌舞厅。现已无存。

## 简介
1985年7月，怡乐园在东四开业。这是改革开放之后全北京市第一家营业性歌舞厅。这家歌舞厅的出现，改变了此前北京市长期没有营业性歌舞厅的状况，成为改革开放的标志之一。怡乐园开业后，歌舞厅等文化娱乐场所在北京市不断发展。截至1991年，仅东城区境内便有歌厅36家、舞厅23家。截至1995年，东城区境内已有歌厅165家、舞厅14家。